# Dəyirmanlar
Dəyirmanlar è un comune dell'Azerbaigian situato nel distretto di Goranboy. Conta una popolazione di 897 abitanti.